# Фірміана проста
Фірміана проста (лат. Firmiána símplex) — рослина; вид роду Фірміана родини Мальвові.
Раніше рід входив в родину Стеркулієві (Sterculiaceae); в системі класифікації APG II відноситься до підродини Стеркулієві (Sterculioideae) родини Мальвові (Malvaceae).
Листопадне дерево з округлою або парасольковидною кроною, що досягає висоти до 20 м.
Кора гладка буро або світло-жовтого кольору.
Листки чергові, глибоко розсічені на 3-5 загострених лопатей, світло-зелені, голі або знизу опушені, до 35 см завдовжки і 45 см шириною з черешками, приблизно рівними довжині листкових пластинок.
Квітки дрібні, зеленувато-жовті, роздільностатеві, зібрані в волотисті верхівкові суцвіття розміром до 35 см. Рослина однодомна.
Плід — збірна пятичленная листівка довжиною 3-10 см, розтріскується до дозрівання насіння. Насіння сірувато-жовті, кулясті, в діаметрі близько 1 см, їстівні, приємні на смак, маслянисті.
Цвіте в липні, плодоносить у вересні — жовтні. Розмножується насінням, починає цвісти і плодоносити на шостому — восьмому році життя.
У листі містяться: ефірна олія (0,07 %), смолисті речовини (4-5 %), органічні кислоти (до 2,5 %), дубильні речовини (до 4 %), полісахариди (9-10 %), аскорбінова кислота (0,9-1,2 %), є сліди алкалоїдів. Насіння рослини містять кофеїн, теобромін, сліди інших алкалоїдів, органічні кислоти (6,4 %), жирна олія (26 %), багато холіну і бетаїну.